# Ernst Wansley
Ernst Wansley, (nacido el 04 de febrero de 1956 en Anderson, Carolina del Sur) es un exjugador de baloncesto estadounidense. Con 2.11 de estatura, su puesto natural en la cancha era el de pívot.

## Trayectoria
- Universidad de Virginia Tech
- Stade Français (1979-1980)
- Auxilium Torino (1980-1983)
- Basket Rimini (1983-1986)
- Libertas Pescara (1986-1988)
- Libertas Forlì (1988)